# Porfiria aguda intermitente
Porfiria aguda intermitente (AIP) é um distúrbio metabólico raro na produção do heme, um grupo prostético da ligação do oxigênio da hemoglobina. Especificamente, é caracterizado pela deficiência da enzima porfobilinogênio deaminase (PBG-D).
A porfiria intermitente aguda, que causa sintomas neurológicos, é a porfiria aguda mais comum. Porfiria aguda intermitente, uma porfiria hepática, é causada por uma deficiência da enzima porfobilinogênio desaminase, também conhecida como hidroximetilbilano sintetase. A deficiência enzimática é herdada de um dos pais, mas a maioria dos indivíduos que herda a característica jamais apresenta sintomas. A porfiria aguda intermitente ocorre em indivíduos de todas as raças, mas é um pouco mais comum entre os indivíduos oriundos do norte da Europa. Outros fatores (p.ex., medicamentos, hormônios ou dieta) são necessários para ativar o distúrbio e produzir sintomas. Muitos medicamentos (p.ex., barbitúricos, drogas anticonvulsivantes e antibióticos do grupo das sulfonamidas) podem provocar um episódio de porfiria aguda intermitente. Os hormônios (p.ex., progesterona e esteróides correlatos) podem desencadear os sintomas, assim como as dietas hipocalóricas e pobres em carboidratos ou o consumo de grandes quantidades de bebidas alcoólicas. O estresse como resultado de uma infecção, de uma outra doença, de uma cirurgia ou de um distúrbio psicológico também é algumas vezes implicado. Geralmente, trata-se de uma combinação de fatores. Algumas vezes, os fatores que causam um episódio não podem ser identificados.

## Sintomas
Os sintomas manifestam-se em episódios que duram vários dias ou mais tempo. Os episódios ocorrem após a puberdade e são mais freqüentes nas mulheres que nos homens. Em algumas mulheres, os episódios ocorrem durante a segunda metade do ciclo menstrual. O sintoma mais comum é a dor abdominal. Ela pode ser tão intensa que o médico pode erroneamente pensar que se trata de um processo que necessita de uma cirurgia abdominal. Os sintomas gastrointestinais incluem a náusea, o vômito, a obstipação ou a diarréia e a distensão abdominal.
A bexiga pode ser afetada, o que torna a micção difícil. Durante um episódio, também são freqüentes o aumento da freqüência cardíaca, a hipertensão arterial, a sudorese e a agitação. Todos esses sintomas, incluindo os gastrointestinais, são decorrentes dos efeitos sobre o sistema nervoso. Os nervos que controlam os músculos podem ser lesados, acarretando fraqueza muscular, a qual geralmente inicia nos ombros e nos braços. A fraqueza pode progredir praticamente para todos os músculos, incluindo os envolvidos na respiração. Podem ocorrer tremores e convulsões. A hipertensão arterial pode persistir após o episódio. A recuperação pode produzir-se após alguns dias, ainda que a recuperação completa da fraqueza muscular grave possa exigir vários meses ou anos.

## Diagnóstico
Os graves sintomas gastrointestinais e neurológicos são semelhantes aos de muitas outras condições mais comuns. No entanto, a mensuração da concentração dos dois precursores do heme (ácido delta-aminolevulínico e porfobilinogênio) na urina permite ao médico estabelecer o diagnóstico da porfiria aguda intermitente. As concentrações desses precursores encontram-se muito elevadas durante os episódios de porfiria aguda intermitente e assim permanecem naqueles que apresentam episódios repetidos. Os precursores podem formar porfirinas, as quais possuem uma coloração avermelhada, e outras substâncias que possuem uma coloração acastanhada. Por essa razão, a urina pode apresentar uma alteração de cor, especialmente após a permanecer exposta à luz. Essas alterações da cor da urina podem levar o médico a suspeitar de uma porfiria.

## Tratamento e Prevenção
Os episódios graves de porfiria aguda intermitente são tratados com o heme, o qual deve ser administrado pela via intravenosa. Nos Estados Unidos, o heme encontra-se disponível sob a forma de hematina. Um outro produto, o arginato de heme, produz menos efeitos colaterais, mas ainda encontra-se em fase de investigação. O heme é captado no fígado, onde ele compensa a síntese reduzida. As concentrações séricas e úrinárias de ácido delta-aminolevulínico e de porfobilinogênio diminuem imediatamente e os sintomas melhoram, normalmente em vários dias. Quando o tratamento é retardado, a recuperação é mais longa e algumas lesões nervosas podem tornar-se permanentes.
A administração intravenosa de glicose ou uma dieta rica em carboidratos também podem ser benéficas, mas são medidas menos eficazes que o heme. A dor pode ser controlada com medicamentos até o indivíduo responder ao heme ou à glicose. O médico suspenderá todo medicamento nocivo e, quando possível, controlará outros fatores que podem ter contribuído para o episódio. Os episódios de porfiria aguda intermitente podem ser evitados através da manutenção de uma boa nutrição e evitando-se medicamentos que podem desencadeá-los. Eles também podem ser desencadeados por dietas radicais para perda rápida de peso. O heme pode ser administrado para prevenir os episódios, mas não existe um esquema terapêutico padrão estabelecido. Os episódios pré-menstruais podem ser prevenidos com a administração de um dos análogos do hormônio liberador de gonadotropina utilizados no tratamento da endometriose. Entretanto, este tratamento ainda se encontra em fase de investigação.